# برويبا فيلافرانسا دي أورديزيا 2021
برويبا فيلافرانسا دي أورديزيا 2021 هو سباق دراجات هوائية من فئة  سباق يوم واحد، وهو الموسم الثامن والتسعين من برويبا فيلافرانسا دي أورديزيا، وأقيم في 25 يوليو 2021 ضمن سباقات طواف أوروبا للدراجات 2021، وشارك فيه  120 متسابقاً ووصل إلى نهايته  100 متسابقاً.
فاز بالمركز الأول لويس ليون سانشيز، وفاز بالمركز الثاني خوان أيوسو، وفاز بالمركز الثالث Roger Adrià ‏.

## التصنيف العام النهائي
| التصنيف العام         | التصنيف العام    | التصنيف العام       | التصنيف العام | التصنيف العام |
| العداء                | العداء           | الفريق              | الوقت         |               |
| --------------------- | ---------------- | ------------------- | ------------- | ------------- |
| 1                     | لويس ليون سانشيز | Astana-Premier Tech |               |               |
| 2                     | خوان أيوسو       | فريق الإمارات       | + 0 ث         |               |
| 3                     | Roger Adrià ‏     | Equipo Kern Pharma ‏ | + 0 ث         |               |
| 4                     | هيكتور كاريتيرو  | موفيستار            | + 0 ث         |               |
| 5                     | Mikel Iturria ‏   | أوسكالتيل أوسكادي ‏  | + 0 ث         |               |
| 6                     | أوسكار رودريغيز  | Astana-Premier Tech | + 8 ث         |               |
| 7                     | غونزالو سيرانو   | موفيستار            | + 9 ث         |               |
| 8                     | Michał Paluta ‏   | Global 6 United ‏    | + 9 ث         |               |
| 9                     | جوليان سيمون     | TotalEnergies       | + 9 ث         |               |
| 10                    | أنتوني ديلابلاسي | اركيا سامسيك        | + 9 ث         |               |
|                       |                  |                     |               |               |
| مصدر: ProCyclingStats |                  |                     |               |               |

## وصلات خارجية
- الموقع الرسمي
- لمحة عن سباق برويبا فيلافرانسا دي أورديزيا 2021 على موقع  ProCyclingStats   (برو  سايكلنج  ستاتس) - إحصاءات  محترفي  الدراجات.
- برويبا فيلافرانسا دي أورديزيا 2021 على موقع إحصائيات الدراجات الإحترافية (الإنجليزية)